# 3858 Dorchester
För andra betydelser, se Dorchester (olika betydelser).
3858 Dorchester eller 1986 TG är en asteroid i huvudbältet som korsar Mars omloppsbana. Den upptäcktes 3 oktober 1986 av den danska astronomen Poul Jensen vid Brorfelde-observatoriet. Den är uppkallad efter den brittiska staden Dorchester.